# Frederick Coffin
Frederick D. Coffin (Detroit, 16 gennaio 1943 – Los Angeles, 31 luglio 2003) è stato un attore statunitense.

## Filmografia parziale

### Cinema
- La libellula non deve volare (One Summer Love), regia di Gilbert Cates (1976)
- Il re degli zingari (King of the Gypsies), regia di Frank Pierson (1978)
- Mother's Day, regia di Charles Kaufman (1980)
- Nel buio da soli (Alone in the Dark), regia di Jack Sholder (1982)
- Senza traccia (Without a Trace), regia di Stanley R. Jaffe (1983)
- Niente dura per sempre (Nothing Lasts Forever), regia di Tom Schiller (1984)
- Jo Jo Dancer, Your Life Is Calling, regia di Richard Pryor (1986)
- Un bel pasticcio! (A Fine Mess), regia di Blake Edwards (1986)
- La finestra della camera da letto (The Bedroom Window), regia di Curtis Hanson (1987)
- Sulle tracce dell'assassino (Shoot to Kill), regia di Roger Spottiswoode (1988)
- Il grande odio (A Time of Destiny), regia di Gregory Nava (1988)
- Duro da uccidere (Hard to Kill), regia di Bruce Malmuth (1990)
- Un agente segreto al liceo (If Looks Could Kill), regia di William Dear (1991)
- Detective coi tacchi a spillo (V.I. Warshawski), regia di Jeff Kanew (1991)
- Fusi di testa (Wayne's World), regia di Penelope Spheeris (1992)
- I ribelli (There Goes My Baby), regia di Floyd Mutrux (1994)
- Una hostess tra le nuvole (View from the Top), regia di Bruno Barreto (2003)
- Identità (Identity), regia di James Mangold (2003)

### Televisione
- Much Ado About Nothing, regia di Nick Havinga - film TV (1973)
- Kojak – serie TV, 3 episodi (1976-1977)
- I Ryan (Ryan's Hope) – serie TV, 3 episodi (1980)
- Mary poliziotto di strada (Muggable Mary, Street Cop) – film TV (1982)
- Invasione della privacy (An Invasion of Privacy) – film TV (1983)
- Ai confini della notte (The Edge of Night) – serie TV, 28 episodi (1983)
- Concealed Enemies – film TV (1984)
- Hill Street giorno e notte (Hill Street Blues) – serie TV, episodio 5x06 (1984)
- Amos, regia di Michael Tuchner – film TV (1985)
- Moonlighting – serie TV, 2 episodi (1985)
- Scandal Sheet, regia di David Lowell Rich - film TV (1985)
- Comedy Factory, - serie TV, 1 episodio (1986)
- I dolcetti della sfortuna, (The Misfortune Cookie) – serie TV (1986)
- Il mostro (The Deliberate Stranger) – sceneggiato televisivo (1986)
- Mai dire sì (Remington Steele) - serie TV, episodio 4x19 (1986)
- Manhunt for Claude Dallas, regia di Jerry London - film TV (1986)
- Mr. and Mrs. Ryan, regia di Peter H. Hunt – film TV (1986)
- Stato d'assedio (Under Siege) – film TV (1986)
- Crime Story – serie TV, episodio 1x18 (1987)
- Dallas – serie TV, 6 episodi (1987)
- Hunter – serie TV, 3 episodi (1987)
- I Married Dora – serie TV, 1 episodio (1987)
- L.A. Law - Avvocati a Los Angeles (L.A. Law) – serie TV, 4 episodi (1987-1993)
- Storie incredibili (Amazing Stories) - serie TV, episodio 2x18 (1987)
- Fuga dallo spazio (Something Is Out There) – serie TV, 1 episodio (1988)
- The Days and Nights of Molly Dodd – serie TV, 1 episodio (1988)
- A Peaceable Kingdom - serie TV, 1 episodio (1989)
- Colomba solitaria (Lonesome Dove), regia di Simon Wincer – miniserie TV, 4 episodi (1989)
- Due come noi (Jake and the Fatman) – serie TV, episodio 2x10 (1989)
- Fair Game, regia di Noel Nosseck – film TV (1989)
- La resa dei conti (Settle the Score) – film TV (1989)
- La signora in giallo (Murder, She Wrote) – serie TV, 4 episodi (1989-1996)
- Mancuso, F.B.I. – serie TV, 1 episodio (1989)
- The Robert Guillaume Show - serie TV, 1 episodio (1989)
- Airport '95 (Crash: The Mystery of Flight 1501), regia di Philip Saville - film TV (1990)
- Glory Days – serie TV, 1 episodio (1990)
- I ragazzi della prateria (The Young Riders) – serie TV, episodio 1x16 (1990)
- MacGyver - serie TV, episodio 7x09 (1991)
- Il commissario Scali (The Commish) – serie TV, 2 episodi (1992)
- Renegade – serie TV, episodio 1x11 (1993)
- X-Files (The X-Files) – serie TV, episodio 1x10 (1993)
- Assassinio in famiglia (Secret Sins of the Father), regia di Beau Bridges – film TV (1994)
- Dragstrip Girl, regia di Mary Lambert – film TV (1994)
- Texas, regia di Richard Lang - film TV (1994)
- Walker Texas Ranger – serie TV, episodio 3x06 (1994)
- Un tram che si chiama desiderio (A Streetcar Named Desire), regia di Glenn Jordan – film TV (1995)
- Andersonville, regia di John Frankenheimer – film TV (1996)
- Murder One – serie TV, episodio 1x10 (1996)
- The Siege at Ruby Ridge, regia di Roger Young – film TV (1996)
- La signora del West (Dr. Quinn, Medicine Woman) - serie TV, episodio 5x14 (1997)
- Night man - serie TV, 1 episodio (1997)
- Zenon - Ragazza stellare (Zenon: Girl of the 21st Century), regia di Kenneth Johnson – film TV (1999)
- Il tempo della nostra vita (Days of Our Lives) – soap opera, 4 puntate (1999)
- Beyond Belief: Fact or Fiction - serie TV, 1 episodio (2000)
- Bull – serie TV, 1 episodio (2000)
- The Invisible Man - serie TV, episodio 1x03 (2000)
- Perfect Murder, Perfect Town: JonBenét and the City of Boulder, regia di Lawrence Schiller – film TV (2000)
- Progetto Mercury (Rocket's Red Glare), regia di Chris Bremble – film TV (2000)
- The District – serie TV, episodio 1x16 (2001)
- Providence – serie TV, 1 episodio (2001)
- In tribunale con Lynn (Family Law) – serie TV, episodio 3x06 (2001)
- American Family – serie TV, 1 episodio (2002)
- Diagnosis Murder: Town Without Pity, regia di Christopher Hibler - film TV (2002)
- For the People – serie TV, 1 episodio (2002)
- Presidio Med – serie TV, 14 episodi (2002)